# Нижний Саянтуй
Ни́жний Саянту́й (бур. Доодо Саянта) — село в Тарбагатайском районе Бурятии. Административный центр сельского поселения «Саянтуйское».

## География
Расположено на автодороге Улан-Удэ — Тарбагатай, на правом берегу реки Селенги, при впадении в неё речки Саянтуй. Находится в 35 км к северо-востоку от районного центра, села Тарбагатай, и в 3 км юго-западнее границы городского округа Улан-Удэ (Октябрьский район).
 
Через село проходит южная линия Восточно-Сибирской железной дороги Улан-Удэ — Наушки. Ближайшие ж/д станции — Саянтуй и Медведчиково (по 7 км соответственно к юго-западу и северо-востоку).

## Население
| 2002 | 2010  | 2021    |
| ---- | ----- | ------- |
| 1691 | ↗2829 | ↗10 580 |

## Инфраструктура
Администрация сельского поселения, две средних  общеобразовательных школы, три детских сада, врачебная амбулатория, Дом культуры, библиотека, компьютерный интернет-клуб.